# Dilophosaurus
Dilophosaurus is een uitgestorven geslacht van vroege vleesetende theropode dinosauriërs uit de groep van de Averostra, in Noord-Amerika levend tijdens het Vroeg-Jura. De vermoedelijk enige geldige soort is Dilophosaurus wetherilli.
De eerste fossielen van Dilophosaurus werden gevonden in 1942. Het dier werd eerst benoemd als Megalosaurus wetherilli. Na een nieuwe vondst in 1964 kreeg het geslacht in 1970 de eigen naam Dilophosaurus, de 'twee-kam-sauriër'. Daarna zijn nog meer skeletten gevonden zodat de geleerden een goed beeld kregen van de bouw van het dier. De in 1983 benoemde tweede soort Dilophosaurus sinensis is vermoedelijk een heel andere dinosauriër.
Dilophosaurus werd een kleine zeven meter lang en vierhonderd kilogram zwaar. Hij liep op zijn achterpoten waarbij een lange staart de romp in evenwicht hield. De armen raakten de grond niet maar waren toch krachtig gebouwd. Het reptiel is herkenbaar aan de twee kammen op zijn kop. Daarmee maakte het indruk op soortgenoten. In de langwerpige kop stonden lange kromme tanden. Het voorste deel van de snuit was naar beneden geknikt. Zo konden makkelijker kleine dieren gegrepen worden. Vroeger dachten geleerden dat dit de schedel zwak maakte zodat alleen aas kon worden gegeten. Later werd begrepen dat Dilophosaurus een van de grootste roofdieren was van zijn tijd. Met de lange achterste tanden in de bovenkaken en sterke handklauwen doodde hij grote prooien. 

## Vondst en naamgeving
In de zomer van 1942 vond paleontoloog Samuel Paul Welles fossielen van een nog onbekende theropode in de  Moa Ave I-vindplaats in het Navajo-indianenreservaat ten westen van Tuba City in de Amerikaanse staat Arizona, in de Coconino County. Schedelelementen en ledematen werden geprepareerd door Martin Calkin. De overige botten werden na 1948 in de loop van twee jaar geprepareerd door een team onder leiding van Wann Langston jr. waarbij student Philip Goerl het meeste werk deed. Ontbrekende delen werden aangevuld met gipsen reconstructies. Langston liet een deel van de botten als een verzonken skelet opstellen in Berkeley.

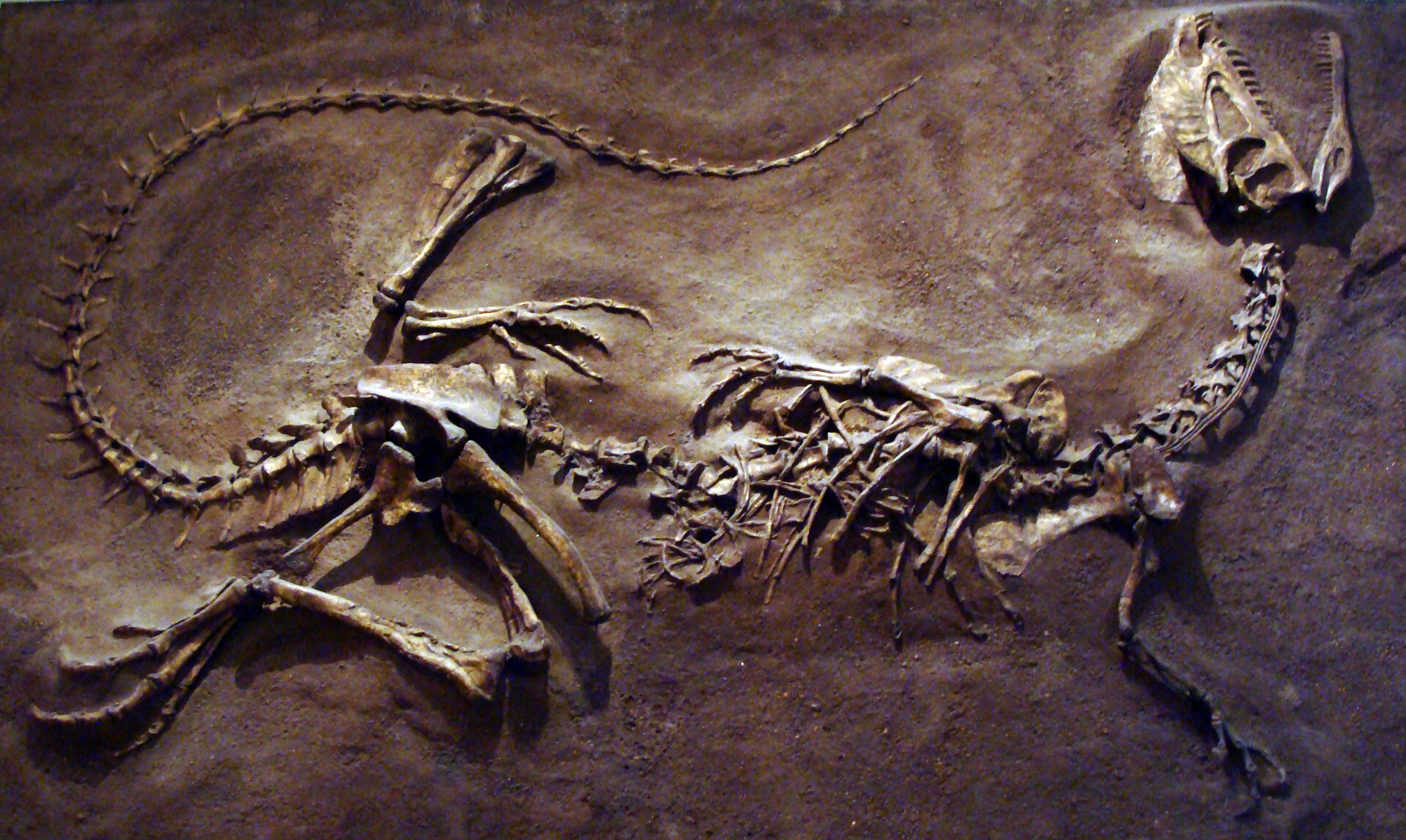
Een afgietsel van het holotype met de kop van het derde specimen

In 1954 benoemde en beschreef Welles de vondsten als een nieuwe soort van Megalosaurus: Megalosaurus wetherilli. De soortaanduiding eert John Wetherill, die sinds 1909 de beheerder was geweest van een handelspost te Oljato. Wetherill ontdekte grote voetsporen van theropoden bij het Rainbow Bridge National Monument. Een neef van hem, Richard Curry, gaf dit eens door aan professor Charles Lewis Camp van de University of California en dit was de aanleiding van het onderzoek van Welles dat de botten opleverde. Welles hoorde namelijk van Curry dat een Navaho, Jesse Williams, in 1940 een skelet ontdekt had. Met zijn medewerkers Bill Rush en Ed Kott groef hij de beenderen, die van verschillende individuen afkomstig bleken, in tien dagen op tot 19 juli 1942, een oppervlakte van zes meter in het vierkant bewerkend.
De beschrijving uit 1954 was gebaseerd op twee skeletten, allebei van nog niet volgroeide dieren met een lengte van een meter of zes. Ze zijn gevonden in de Silty Facies Member, een afzetting van de Kayentaformatie die dateert uit het Sinemurien–Pliensbachien en ongeveer 183 miljoen jaar oud is. Het eerste daarvan is het holotype, het specimen waaraan de naam verbonden is. Het heeft het inventarisnummer UCMP 37302. Het bestaat uit een vrij volledig skelet met schedel. Het tweede skelet is het paratype, een aanvullend specimen dat extra informatie biedt. Dit heeft het nummer UCMP 37303 en betreft ook weer een skelet met schedel, van een iets groter exemplaar. Er was vermoedelijk nog een skelet aanwezig maar de resten daarvan waren zo verweerd dat het niet de moeite waard geacht werd ze te bergen.

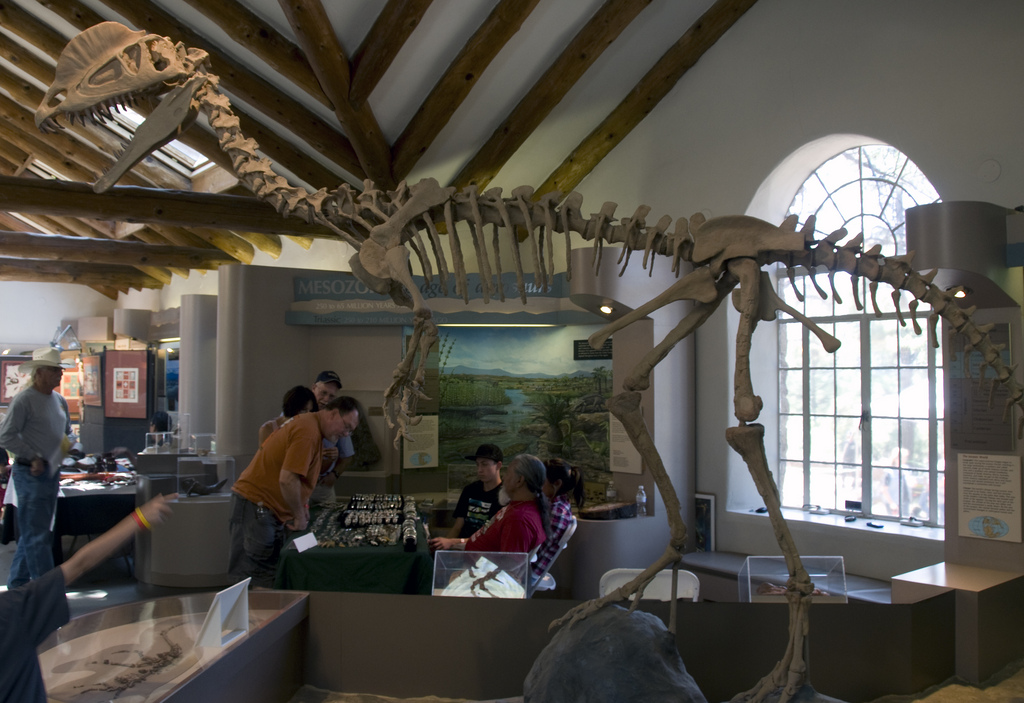
Het eerste opgestelde skeletmodel van Dilophosaurus

In 1964 groef Welles, die de vindplaats opnieuw bezocht om de ouderdom ervan nauwkeuriger vast te stellen, zo'n vierhonderd meter van de oorspronkelijke locatie een derde, of vierde, skelet op, specimen UCMP 77270. Dit is van een volgroeid robuust dier. De schedel die erbij hoort, is veel gaver en liet voor het eerst goed de dubbele snuitkam zien. Naar aanleiding hiervan verwijderde Welles het holotype uit de opstelling van Langston en zette de botten ervan opnieuw in elkaar, gebruikmakend van de aanvullende informatie. In 1970 benoemde hij een apart geslacht voor het dier: Dilophosaurus. Het kenmerk van de dubbele kam op de kop komt terug in de wetenschappelijke naam; di betekent twee, lophos betekent 'kam' en sauros betekent letterlijk 'hagedis', maar in wetenschappelijke namen duidt het meer in het algemeen een sauriër aan. De typesoort blijft Megalosaurus wetherilli; de combinatio nova, de combinatie van de nieuwe geslachtsnaam met de oude soortaanduiding, is Dilophosaurus wetherilli.
De reeks vondsten was daarmee niet ten einde. In 2001 meldde Robert Gay een twintigtal losse botten. In 2005 beschreef Ronald Tykoski een vierde skelet, specimen TMM 43646-1, een wat kleiner exemplaar, door Timothy Rowe opgegraven tussen 1997 en 2000. Het lag direct bovenop het holotype en paratype van Sarahsaurus. Het verschilt in een paar details van de eerder gevonden skeletten en verschillende onderzoekers hebben geopperd dat het een apart taxon betreft. In 2020 werd de anatomie meer in detail beschreven en zijn twee nieuwe specimina toegewezen. De eerste daarvan is het vijfde skelet, specimen TMM 47006-1, bijgenaamd Jon's Theropod. Het bestaat uit een hersenpan met aaneensluitend de vrijwel complete reeks wervels van nek en rug. Het tweede is specimen TMM 43691-1. Het bestaat slechts uit het rechterdarmbeen van het bekken. Botten in 1978 verzameld door het Museum of Northern Arizona werden gedetermineerd als een cf. Dilophosaurus. Ze zijn er dus niet met zekerheid aan toe te wijzen maar lijken er wel op. Nog onzekerder achtte men de identiteit van het fragmentarische specimen ARCH 4012, in 2011 verzameld in het Arches National Park te Utah. Het gaat om stukken wervel en ledematen die de grootte hebben van Dilophosaurus.

## Verdere soorten
Binnen het geslacht Dilophosaurus is in 1993 door Hu Shaojin een tweede soort benoemd: Dilophosaurus sinensis, gebaseerd op het in 1987 gevonden specimen KMV 8701, een gedeeltelijk skelet met schedel uit het Hettangien van Yunnan, China. Een tweede skelet is specimen LDM-LCA 10. Deze soort komt in grootte en ouderdom met D. wetherilli overeen en bezit ook een dubbele snuitkam. Volgens verschillende analyses gaat het echter niet om een zustersoort maar een dier dat een duidelijk verschillende positie in de stamboom heeft, wellicht basaal in de Dilophosauridae, wellicht basaal in de Tetanurae. Het kan identiek zijn aan Sinosaurus triassicus.
Welles herbeschreef Dilophosaurus in 1984, in veel groter detail. Daarbij kwam hij tot de overtuiging dat UCMP 77270 een aparte soort vertegenwoordigde. Hij wilde die vermoedelijk Dilopohosaurus breedorum noemen maar stierf voordat hij de naam geldig kon publiceren. De meeste verschillen weerspiegelen volgens moderne onderzoekers slechts de grotere rijping van het exemplaar. De intensieve studie van het specimen zorgde overigens voor nogal wat slijtage; het bleek nodig de schedel, oorspronkelijk opgeborgen in een met rubber beklede cassette, opnieuw te restaureren met moderne lijmen en acryl verstevigingen. Dit maakte het voor het eerst mogelijk de onderkant van de hersenpan te bestuderen.

## Beschrijving

### Grootte en onderscheidende kenmerken

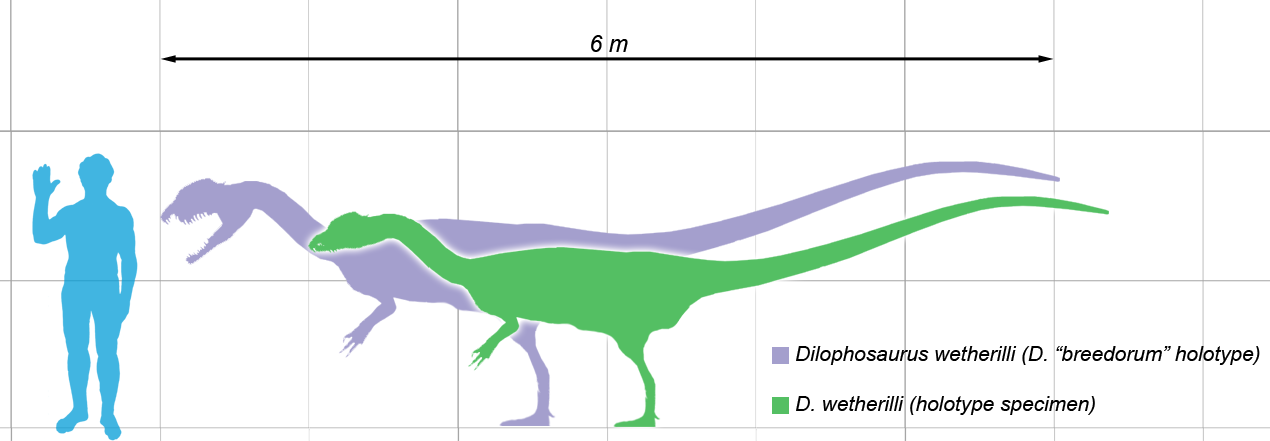
De grootte van het holotype, in groen, en het derde skelet, in grijs, vergeleken met een mens

Dilophosaurus was voor het vroege Jura een vrij grote theropode. Gregory S. Paul schatte in 2010 de maximumlengte op zeven meter, het gewicht op vierhonderd kilogram. In 2024 herzag hij dat tot 285 kilogram. Het holotype en het tweede skelet zijn ongeveer zes meter; het derde skelet meet 6,4 meter. Het vierde skelet is zo'n vijf meter lang.

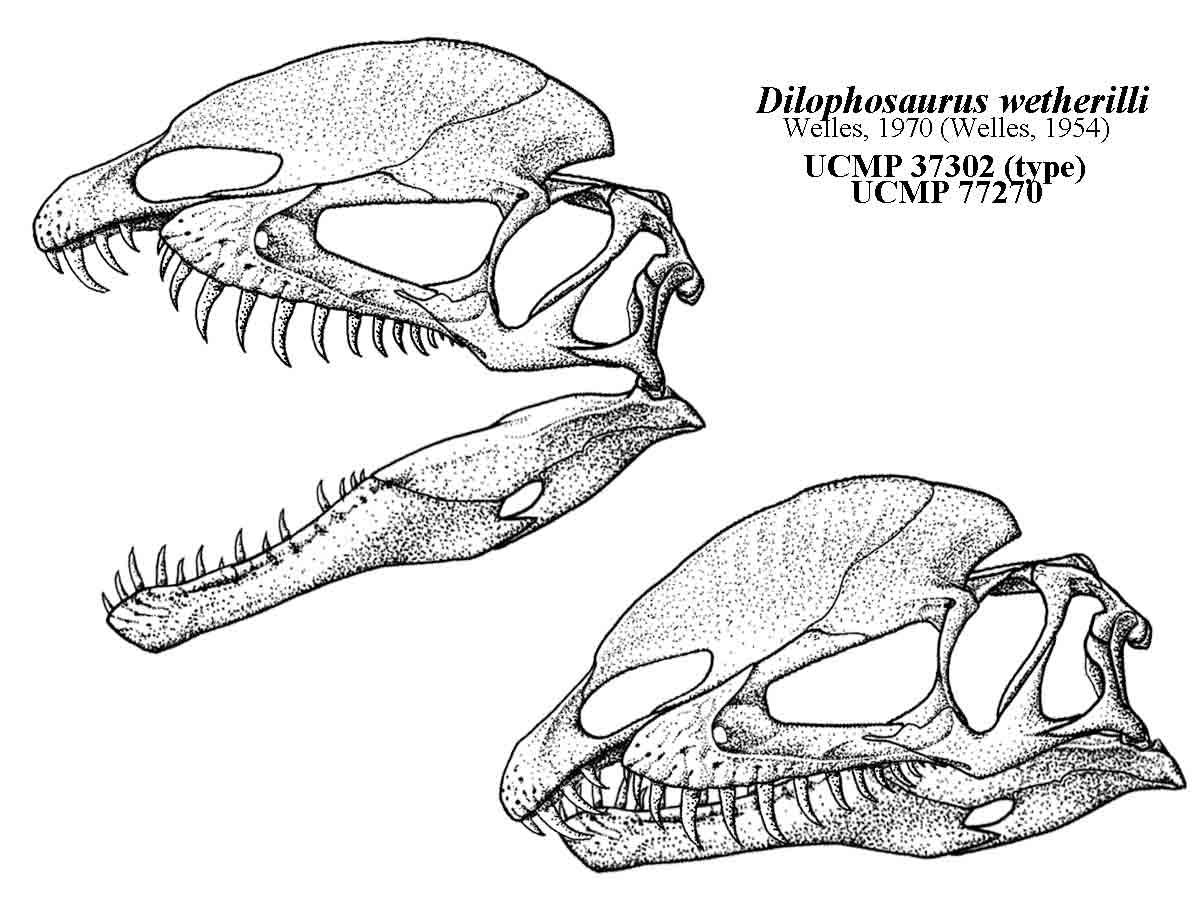
Een diagram van de schedel

In de loop der jaren hebben onderzoekers verschillende onderscheidende kenmerken van Dilophosaurus vastgesteld — maar door een betere kennis van zijn verwanten bleken sommige eigenschappen achteraf niet onderscheidend te zijn. Volgens de huidige gegevens zijn de snuitkammen, die op zich wel bij meer basale theropoden voorkomen, uniek doordat ze verticaal uit de snuit omhoogsteken en een vingervormig achterste uitsteeksel hebben. Andere unieke kenmerken zijn: het traanbeen heeft een bovenrand die achteraan verdikt is; de doornuitsteeksels van de halswervels hebben in het midden van hun bovenvlak een opvallende overkapping met vooraan en achteraan 'schouders'; het schouderblad heeft een bovenste uiteinde met een rechthoekig profiel. Het derde skelet heeft als onderscheidend kenmerk dat de interdentaalplaten die de tanden van binnen ondersteunen, hoger zijn en niet vergroeid — dat laatste is eigenaardig voor een ouder exemplaar en vormt een aanwijzing dat het inderdaad om een apart taxon gaat aangezien bij theropoden deze mate van vergroeiing soortspecifiek is en geen kwestie van individuele variatie.

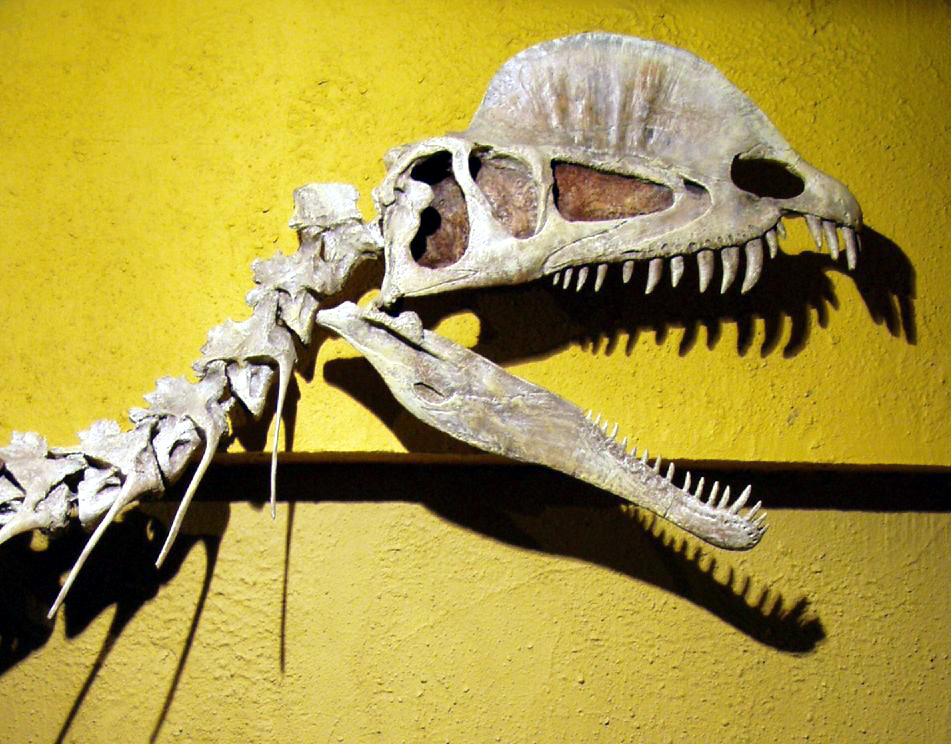
Een model van de kop

In 2020 werd formeel een aantal autapomorfieën aangegeven, unieke afgeleide eigenschappen. Er bevindt zich een paar kammen op de snuit, op het neusbeen en traanbeen, die ontspruiten uit richels op de bovenste buitenzijde van de opgaande takken van de praemaxillae. Het neusbeen en het traanbeen zijn aan de bovenste buitenzijde verbreed. Het traanbeen heeft een naar achteren uitstekend uitsteeksel. In de onderkaak bevindt zich op het surangulare een piramidevormig uitsteeksel, net voor het onderste kaakgewricht. Het zijvenster van de onderkaak is horizontaal verkort. De halswervels achter de draaier, vooral de achterste, hebben doornuitsteeksels die in zijaanzicht ingesprongen zijn zodanig dat voorste en achterste 'schouders' ontstaan met ertussen een hogere overkapping die kruisvormig is in bovenaanzicht. In de reeks halswervels verandert de vorm van de achterste richel op de onderzijde van het zijuitsteeksel door splitsing en samenvloeiing. Bij de middelste ruggenwervels ontspruiten extra richels aan de voorste en achterste richels op de onderzijde van het zijuitsteeksel. De rib van de eerste echte sacrale wervel raakt het voorblad van het darmbeen. Het ravenbeksbeen heeft op de achterste onderzijde een extra horizontale verheffing, nabij de bult voor de aanhechting van de Musculus biceps brachii.
Daarnaast werd in 2020 een unieke combinatie van op zich niet unieke kenmerken aangegeven. De achterste tak van het jukbeen echter achter het onderste slaapvenster. De opgaande tak van het jukbeen maakt een hoek van minder dan vijfenzeventig graden met het horizontale hoofdlichaam. De neergaande tak van het squamosum loopt taps toe. Het squamosum raakt het quadratojugale niet. In de onderkaak reikt het angulare verder naar achteren dan het surangulare. De halswervels hebben achterste pleurocoelen op de zijkanten. Bij de ruggenwervels hebben de doornuitsteeksels een afgeronde top in zijaanzicht. De rib van de eerste echte sacrale wervel heeft een ronde doorsnede in zijaanzicht. Bij de achterste staartwervels zijn de voorste gewrichtsuitsteeksels niet langwerpig. De buikribben vormen een uitgebreide korf. De lengte van het schouderblad bedraagt minder dan driemaal de breedte van het achterste/bovenste uiteinde. Het achterblad van het darmbeen is sterk zijwaarts verbreed. De buitenste bovenste beenstijl van het dijbeen vormt een afgeronde richel. De voorzijde van de onderkant van het dijbeen heeft een verruwing overdwars. Het kuitbeen heeft een diepe uitholling op de binnenzijde van de bovenkant. Sprongbeen en hielbeen zijn niet met elkaar vergroeid. Het sprongbeen heeft een ondiepe uitholling op de binnenzijde.

### Skelet

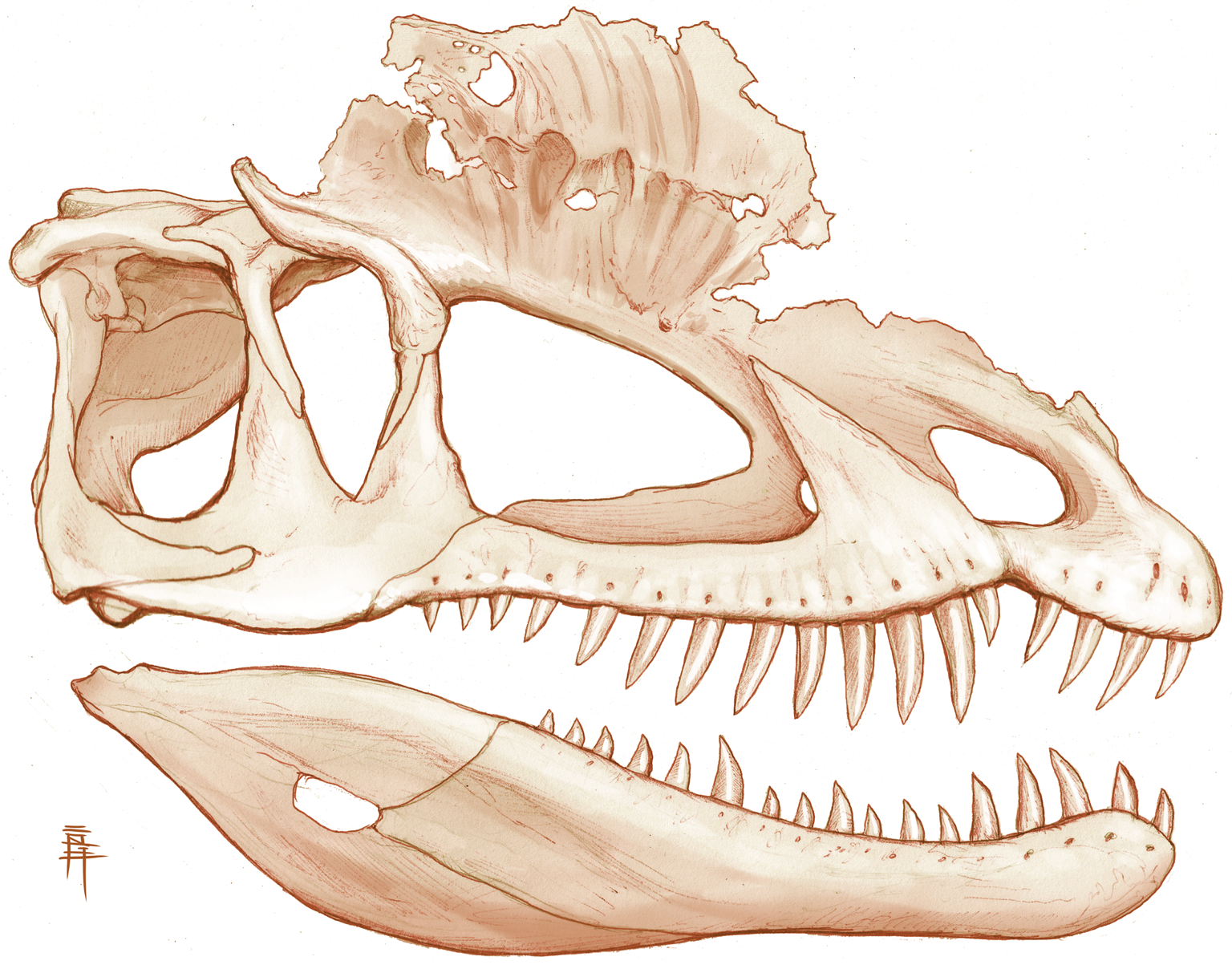
Wat er echt van de kammen bewaard is

Het meest karakteristieke aan Dilophosaurus waren de twee ronde kammen op zijn schedel, die waarschijnlijk werden gebruikt om mee te pronken. Iedere kam heeft een bol bovenprofiel en steekt naar achteren uit tot boven de oogkas. Het voorste deel van de kam ontspruit uit het neusbeen. Direct onder het begin van de kam ligt een langwerpig groot neusgat. Het achterdeel wordt gevormd door het traanbeen. De kammen zijn dun en maken een hoek van twintig graden met elkaar. Een studie door Rob Gay uit 2001 stelde dat de kammen van de ene sekse groter waren dan die van de andere.

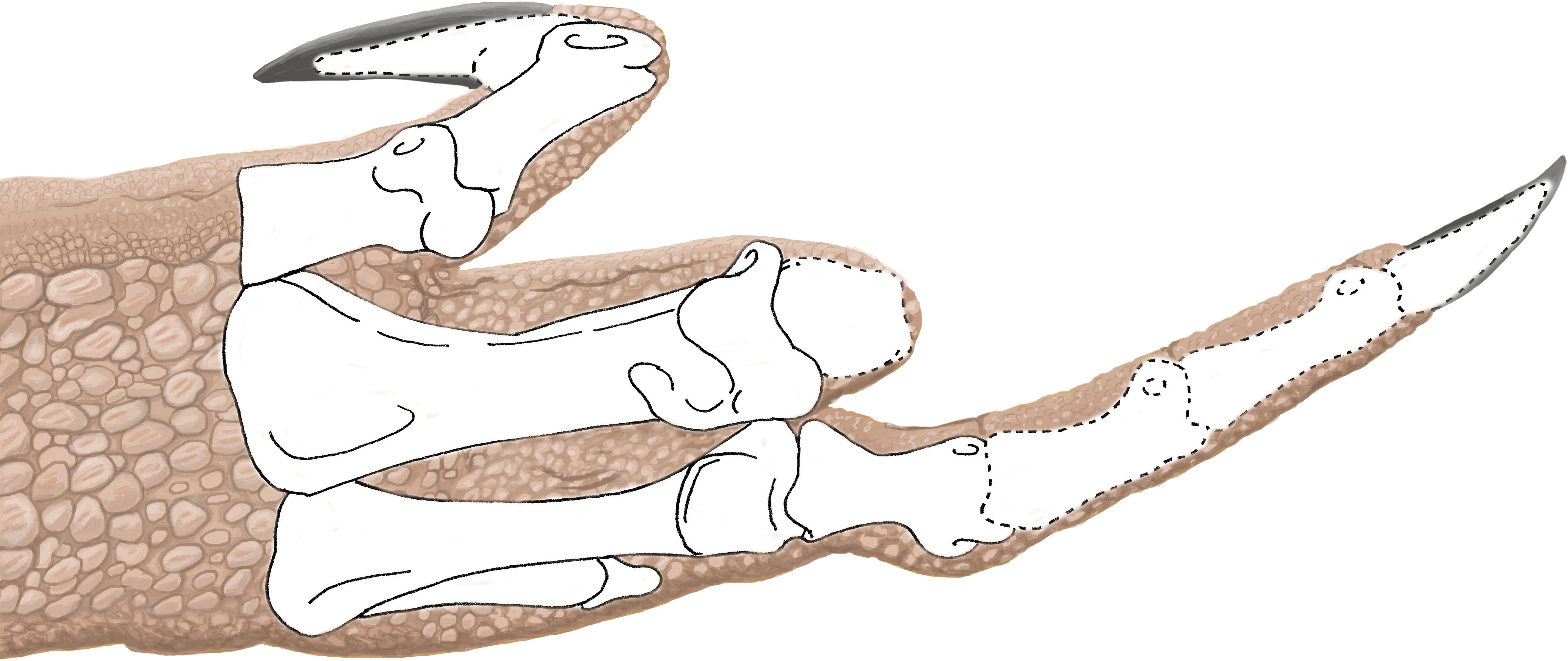
De pathologische hand van het holotype

De schedel is langwerpig waarbij de snuit sterk afhangt. De voorste praemaxilla wordt van het bovenkaaksbeen gescheiden door een diepe inkeping. De praemaxilla draagt vier tanden. Die zijn van binnen naar buiten afgeplat en hebben kartelingen op beide snijranden die echter voor het spits ophouden. De kartelingen op de voorranden zijn zwak gevormd. Het bovenkaaksbeen heeft er volgens de studie uit 2020 veertien, niet twaalf als eerder gedacht. Die waaieren uit van de bolle onderrand van de kaak en zijn ten dele erg lang. De tanden zijn sterk gekromd, met kartelingen op beide snijranden. De tandenrij loopt door tot onder de neergaande tak van het traanbeen. De onderkaak heeft zeventien tanden. Het totaal in de kop bedraagt dus zeventig. De bolle rand van het bovenkaaksbeen staat extra af doordat het jukbeen erachter een grote diepe punt vormt.
Volgens de studie uit 2020 hadden de eerste veertien presacrale wervels eigenschappen van halswervels zodat zelfs de eerste vier van de rug als zodanig geclassificeerd zouden kunnen worden, hoewel ze functioneel van de nek geen deel uitmaakten.

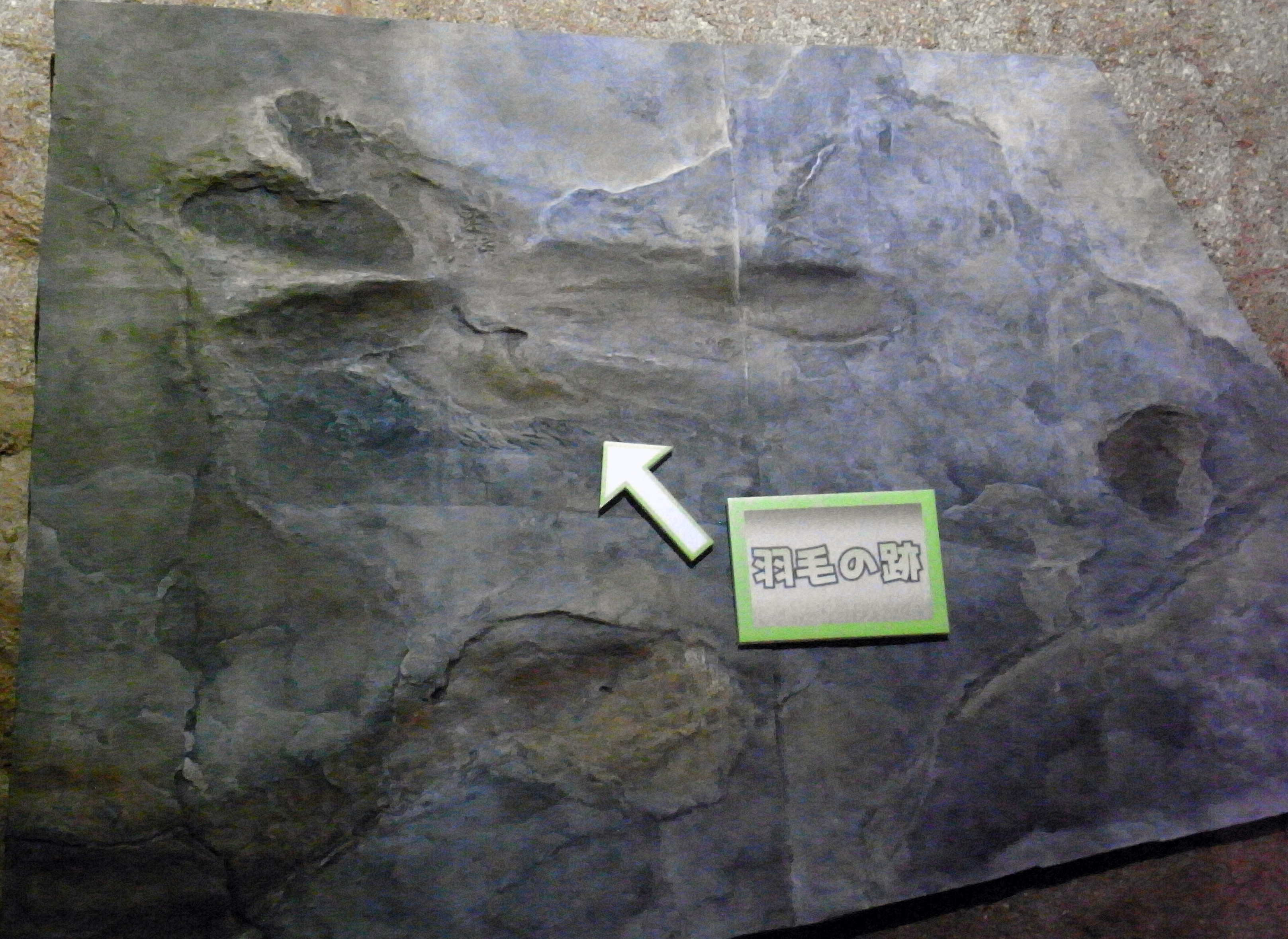
De vermeende veerafdrukken

De arm is relatief lang. De hand draagt vier vingers maar de vierde vinger is sterk gereduceerd en bestaat slechts uit een rudimentair eerste kootje zonder klauw. De formule van de vingerkootjes is 2-3-4-1. In 2019 stelde een studie door Philip Senter dat de bewegingsvrijheid van de arm beperkt was. Het zou onmogelijk geweest zijn de elleboog sterk te buigen zodat de onderarm hoogstens een rechte hoek kon maken met het opperarmbeen. Weliswaar konden de vingers sterk gestrekt worden maar het dier kon toch nauwelijks naar voren reiken want het opperarmbeen kon slechts tot een verticale stand naar voren geroteerd worden. De vorm van de onderste carpalia wees op een geringe beweeglijkheid van de pols. Het dier zou niet in staat geweest zijn vóör de kop een prooi te grijpen maar slechts om een door de kop gegrepen prooi dichter aan de borst te klemmen.
Het eerste middenvoetsbeen is erg kort. Er zijn vier tenen.

### Een verenkleed?
In Massachusetts gevonden vermeende 'huidafdrukken' en de vorm van de voetafdrukken wezen volgens een publicatie uit 1996 op de aanwezigheid van veren. Uit latere studies is echter gebleken dat de afdrukken van plantaardig materiaal zijn en niet van de huid van een dinosauriër. Desalniettemin is niet uitgesloten dat Dilophosaurus enige vorm van lichaamsbedekking had ter isolatie.

## Fylogenie

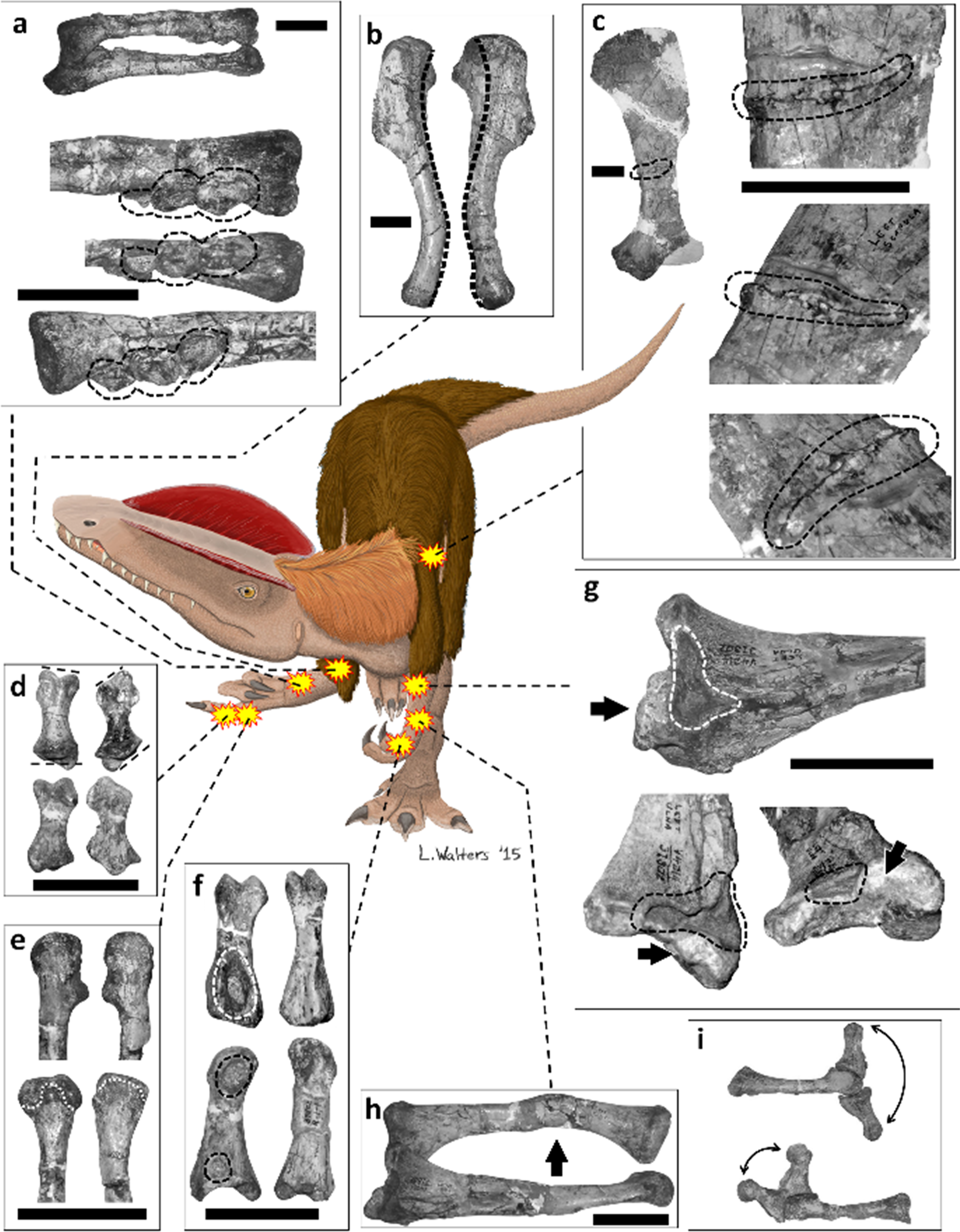
De afwijkingen in het holotype

Welles dacht in 1954 dat het dier een lid was van Megalosauridae, indertijd een verzamelbak voor grote theropoden. In 1970 stapte hij daarvan af. In 1974 opperden Welles en Robert A. Long een positie in de Ceratosauroidea. Andere onderzoekers deelden hem in bij de Coelurosauria, toen nog een parafyletische groep die alle lichtere theropoden omvatte. In 1984 opperde Welles een verwantschap met de Halticosauridae zoals Liliensternus.
In de jaren tachtig werd het gebruikelijk Dilophosaurus te zien als een 'primitief' of basaal lid van de klade Coelophysoidea. Een kladistische analyse uit 2007 gaf echter zijn positie aan als een zusterklade van de Neotheropoda sensu Padian waarbij de Coelophysoidea een eerdere afsplitsing zouden vormen. Dilophosaurus zou nauw verwant kunnen zijn aan Dracovenator binnen een eigen Dilophosauridae. De analyse uit 2020 vond Dilophosaurus in de Coelophysoidae noch Dilophosauridae: hij zou basaal in de Averostra staan, boven Cryolophosaurus en Zupaysaurus in de stamboom.
Het volgende kladogram toont een mogelijke positie in de evolutionaire stamboom.
|  | Dilophosaurus |
|  |               |
|  | Dracovenator  |
|  |               |

|  | Cryolophosaurus                                               |
|  |                                                               |
|  | Sinosaurus                                                    |
|  |                                                               |
|  | \| \| Monolophosaurus \| \| \| \| \| \| Orionides \| \| \| \| |
|  |                                                               |
|  | Monolophosaurus                                               |
|  |                                                               |
|  | Orionides                                                     |
|  |                                                               |

|  | Monolophosaurus |
|  |                 |
|  | Orionides       |
|  |                 |

|  | Cryolophosaurus                                               |
|  |                                                               |
|  | Sinosaurus                                                    |
|  |                                                               |
|  | \| \| Monolophosaurus \| \| \| \| \| \| Orionides \| \| \| \| |
|  |                                                               |
|  | Monolophosaurus                                               |
|  |                                                               |
|  | Orionides                                                     |
|  |                                                               |

|  | Monolophosaurus |
|  |                 |
|  | Orionides       |
|  |                 |

|  | Dilophosaurus |
|  |               |
|  | Dracovenator  |
|  |               |

|  | Cryolophosaurus                                               |
|  |                                                               |
|  | Sinosaurus                                                    |
|  |                                                               |
|  | \| \| Monolophosaurus \| \| \| \| \| \| Orionides \| \| \| \| |
|  |                                                               |
|  | Monolophosaurus                                               |
|  |                                                               |
|  | Orionides                                                     |
|  |                                                               |

|  | Monolophosaurus |
|  |                 |
|  | Orionides       |
|  |                 |

|  | Cryolophosaurus                                               |
|  |                                                               |
|  | Sinosaurus                                                    |
|  |                                                               |
|  | \| \| Monolophosaurus \| \| \| \| \| \| Orionides \| \| \| \| |
|  |                                                               |
|  | Monolophosaurus                                               |
|  |                                                               |
|  | Orionides                                                     |
|  |                                                               |

|  | Monolophosaurus |
|  |                 |
|  | Orionides       |
|  |                 |

|  | Dilophosaurus |
|  |               |
|  | Dracovenator  |
|  |               |

|  | Cryolophosaurus                                               |
|  |                                                               |
|  | Sinosaurus                                                    |
|  |                                                               |
|  | \| \| Monolophosaurus \| \| \| \| \| \| Orionides \| \| \| \| |
|  |                                                               |
|  | Monolophosaurus                                               |
|  |                                                               |
|  | Orionides                                                     |
|  |                                                               |

|  | Monolophosaurus |
|  |                 |
|  | Orionides       |
|  |                 |

|  | Cryolophosaurus                                               |
|  |                                                               |
|  | Sinosaurus                                                    |
|  |                                                               |
|  | \| \| Monolophosaurus \| \| \| \| \| \| Orionides \| \| \| \| |
|  |                                                               |
|  | Monolophosaurus                                               |
|  |                                                               |
|  | Orionides                                                     |
|  |                                                               |

|  | Monolophosaurus |
|  |                 |
|  | Orionides       |
|  |                 |

|  | Dilophosaurus |
|  |               |
|  | Dracovenator  |
|  |               |

|  | Cryolophosaurus                                               |
|  |                                                               |
|  | Sinosaurus                                                    |
|  |                                                               |
|  | \| \| Monolophosaurus \| \| \| \| \| \| Orionides \| \| \| \| |
|  |                                                               |
|  | Monolophosaurus                                               |
|  |                                                               |
|  | Orionides                                                     |
|  |                                                               |

|  | Monolophosaurus |
|  |                 |
|  | Orionides       |
|  |                 |

|  | Cryolophosaurus                                               |
|  |                                                               |
|  | Sinosaurus                                                    |
|  |                                                               |
|  | \| \| Monolophosaurus \| \| \| \| \| \| Orionides \| \| \| \| |
|  |                                                               |
|  | Monolophosaurus                                               |
|  |                                                               |
|  | Orionides                                                     |
|  |                                                               |

|  | Monolophosaurus |
|  |                 |
|  | Orionides       |
|  |                 |

|  | Dilophosaurus |
|  |               |
|  | Dracovenator  |
|  |               |

|  | Cryolophosaurus                                               |
|  |                                                               |
|  | Sinosaurus                                                    |
|  |                                                               |
|  | \| \| Monolophosaurus \| \| \| \| \| \| Orionides \| \| \| \| |
|  |                                                               |
|  | Monolophosaurus                                               |
|  |                                                               |
|  | Orionides                                                     |
|  |                                                               |

|  | Monolophosaurus |
|  |                 |
|  | Orionides       |
|  |                 |

|  | Cryolophosaurus                                               |
|  |                                                               |
|  | Sinosaurus                                                    |
|  |                                                               |
|  | \| \| Monolophosaurus \| \| \| \| \| \| Orionides \| \| \| \| |
|  |                                                               |
|  | Monolophosaurus                                               |
|  |                                                               |
|  | Orionides                                                     |
|  |                                                               |

|  | Monolophosaurus |
|  |                 |
|  | Orionides       |
|  |                 |

|  | Dilophosaurus |
|  |               |
|  | Dracovenator  |
|  |               |

|  | Cryolophosaurus                                               |
|  |                                                               |
|  | Sinosaurus                                                    |
|  |                                                               |
|  | \| \| Monolophosaurus \| \| \| \| \| \| Orionides \| \| \| \| |
|  |                                                               |
|  | Monolophosaurus                                               |
|  |                                                               |
|  | Orionides                                                     |
|  |                                                               |

|  | Monolophosaurus |
|  |                 |
|  | Orionides       |
|  |                 |

|  | Cryolophosaurus                                               |
|  |                                                               |
|  | Sinosaurus                                                    |
|  |                                                               |
|  | \| \| Monolophosaurus \| \| \| \| \| \| Orionides \| \| \| \| |
|  |                                                               |
|  | Monolophosaurus                                               |
|  |                                                               |
|  | Orionides                                                     |
|  |                                                               |

|  | Monolophosaurus |
|  |                 |
|  | Orionides       |
|  |                 |

|  | Dilophosaurus |
|  |               |
|  | Dracovenator  |
|  |               |

|  | Cryolophosaurus                                               |
|  |                                                               |
|  | Sinosaurus                                                    |
|  |                                                               |
|  | \| \| Monolophosaurus \| \| \| \| \| \| Orionides \| \| \| \| |
|  |                                                               |
|  | Monolophosaurus                                               |
|  |                                                               |
|  | Orionides                                                     |
|  |                                                               |

|  | Monolophosaurus |
|  |                 |
|  | Orionides       |
|  |                 |

|  | Cryolophosaurus                                               |
|  |                                                               |
|  | Sinosaurus                                                    |
|  |                                                               |
|  | \| \| Monolophosaurus \| \| \| \| \| \| Orionides \| \| \| \| |
|  |                                                               |
|  | Monolophosaurus                                               |
|  |                                                               |
|  | Orionides                                                     |
|  |                                                               |

|  | Monolophosaurus |
|  |                 |
|  | Orionides       |
|  |                 |

|  | Dilophosaurus |
|  |               |
|  | Dracovenator  |
|  |               |

|  | Cryolophosaurus                                               |
|  |                                                               |
|  | Sinosaurus                                                    |
|  |                                                               |
|  | \| \| Monolophosaurus \| \| \| \| \| \| Orionides \| \| \| \| |
|  |                                                               |
|  | Monolophosaurus                                               |
|  |                                                               |
|  | Orionides                                                     |
|  |                                                               |

|  | Monolophosaurus |
|  |                 |
|  | Orionides       |
|  |                 |

|  | Cryolophosaurus                                               |
|  |                                                               |
|  | Sinosaurus                                                    |
|  |                                                               |
|  | \| \| Monolophosaurus \| \| \| \| \| \| Orionides \| \| \| \| |
|  |                                                               |
|  | Monolophosaurus                                               |
|  |                                                               |
|  | Orionides                                                     |
|  |                                                               |

|  | Monolophosaurus |
|  |                 |
|  | Orionides       |
|  |                 |

|  | Dilophosaurus |
|  |               |
|  | Dracovenator  |
|  |               |

|  | Cryolophosaurus                                               |
|  |                                                               |
|  | Sinosaurus                                                    |
|  |                                                               |
|  | \| \| Monolophosaurus \| \| \| \| \| \| Orionides \| \| \| \| |
|  |                                                               |
|  | Monolophosaurus                                               |
|  |                                                               |
|  | Orionides                                                     |
|  |                                                               |

|  | Monolophosaurus |
|  |                 |
|  | Orionides       |
|  |                 |

|  | Cryolophosaurus                                               |
|  |                                                               |
|  | Sinosaurus                                                    |
|  |                                                               |
|  | \| \| Monolophosaurus \| \| \| \| \| \| Orionides \| \| \| \| |
|  |                                                               |
|  | Monolophosaurus                                               |
|  |                                                               |
|  | Orionides                                                     |
|  |                                                               |

|  | Monolophosaurus |
|  |                 |
|  | Orionides       |
|  |                 |

|  | Dilophosaurus |
|  |               |
|  | Dracovenator  |
|  |               |

|  | Cryolophosaurus                                               |
|  |                                                               |
|  | Sinosaurus                                                    |
|  |                                                               |
|  | \| \| Monolophosaurus \| \| \| \| \| \| Orionides \| \| \| \| |
|  |                                                               |
|  | Monolophosaurus                                               |
|  |                                                               |
|  | Orionides                                                     |
|  |                                                               |

|  | Monolophosaurus |
|  |                 |
|  | Orionides       |
|  |                 |

|  | Cryolophosaurus                                               |
|  |                                                               |
|  | Sinosaurus                                                    |
|  |                                                               |
|  | \| \| Monolophosaurus \| \| \| \| \| \| Orionides \| \| \| \| |
|  |                                                               |
|  | Monolophosaurus                                               |
|  |                                                               |
|  | Orionides                                                     |
|  |                                                               |

|  | Monolophosaurus |
|  |                 |
|  | Orionides       |
|  |                 |

|  | Dilophosaurus |
|  |               |
|  | Dracovenator  |
|  |               |

|  | Cryolophosaurus                                               |
|  |                                                               |
|  | Sinosaurus                                                    |
|  |                                                               |
|  | \| \| Monolophosaurus \| \| \| \| \| \| Orionides \| \| \| \| |
|  |                                                               |
|  | Monolophosaurus                                               |
|  |                                                               |
|  | Orionides                                                     |
|  |                                                               |

|  | Monolophosaurus |
|  |                 |
|  | Orionides       |
|  |                 |

|  | Cryolophosaurus                                               |
|  |                                                               |
|  | Sinosaurus                                                    |
|  |                                                               |
|  | \| \| Monolophosaurus \| \| \| \| \| \| Orionides \| \| \| \| |
|  |                                                               |
|  | Monolophosaurus                                               |
|  |                                                               |
|  | Orionides                                                     |
|  |                                                               |

|  | Monolophosaurus |
|  |                 |
|  | Orionides       |
|  |                 |

|  | Dilophosaurus |
|  |               |
|  | Dracovenator  |
|  |               |

|  | Cryolophosaurus                                               |
|  |                                                               |
|  | Sinosaurus                                                    |
|  |                                                               |
|  | \| \| Monolophosaurus \| \| \| \| \| \| Orionides \| \| \| \| |
|  |                                                               |
|  | Monolophosaurus                                               |
|  |                                                               |
|  | Orionides                                                     |
|  |                                                               |

|  | Monolophosaurus |
|  |                 |
|  | Orionides       |
|  |                 |

|  | Cryolophosaurus                                               |
|  |                                                               |
|  | Sinosaurus                                                    |
|  |                                                               |
|  | \| \| Monolophosaurus \| \| \| \| \| \| Orionides \| \| \| \| |
|  |                                                               |
|  | Monolophosaurus                                               |
|  |                                                               |
|  | Orionides                                                     |
|  |                                                               |

|  | Monolophosaurus |
|  |                 |
|  | Orionides       |
|  |                 |

|  | Dilophosaurus |
|  |               |
|  | Dracovenator  |
|  |               |

|  | Cryolophosaurus                                               |
|  |                                                               |
|  | Sinosaurus                                                    |
|  |                                                               |
|  | \| \| Monolophosaurus \| \| \| \| \| \| Orionides \| \| \| \| |
|  |                                                               |
|  | Monolophosaurus                                               |
|  |                                                               |
|  | Orionides                                                     |
|  |                                                               |

|  | Monolophosaurus |
|  |                 |
|  | Orionides       |
|  |                 |

|  | Cryolophosaurus                                               |
|  |                                                               |
|  | Sinosaurus                                                    |
|  |                                                               |
|  | \| \| Monolophosaurus \| \| \| \| \| \| Orionides \| \| \| \| |
|  |                                                               |
|  | Monolophosaurus                                               |
|  |                                                               |
|  | Orionides                                                     |
|  |                                                               |

|  | Monolophosaurus |
|  |                 |
|  | Orionides       |
|  |                 |

|  | Dilophosaurus |
|  |               |
|  | Dracovenator  |
|  |               |

|  | Cryolophosaurus                                               |
|  |                                                               |
|  | Sinosaurus                                                    |
|  |                                                               |
|  | \| \| Monolophosaurus \| \| \| \| \| \| Orionides \| \| \| \| |
|  |                                                               |
|  | Monolophosaurus                                               |
|  |                                                               |
|  | Orionides                                                     |
|  |                                                               |

|  | Monolophosaurus |
|  |                 |
|  | Orionides       |
|  |                 |

|  | Cryolophosaurus                                               |
|  |                                                               |
|  | Sinosaurus                                                    |
|  |                                                               |
|  | \| \| Monolophosaurus \| \| \| \| \| \| Orionides \| \| \| \| |
|  |                                                               |
|  | Monolophosaurus                                               |
|  |                                                               |
|  | Orionides                                                     |
|  |                                                               |

|  | Monolophosaurus |
|  |                 |
|  | Orionides       |
|  |                 |

|  | Dilophosaurus |
|  |               |
|  | Dracovenator  |
|  |               |

|  | Cryolophosaurus                                               |
|  |                                                               |
|  | Sinosaurus                                                    |
|  |                                                               |
|  | \| \| Monolophosaurus \| \| \| \| \| \| Orionides \| \| \| \| |
|  |                                                               |
|  | Monolophosaurus                                               |
|  |                                                               |
|  | Orionides                                                     |
|  |                                                               |

|  | Monolophosaurus |
|  |                 |
|  | Orionides       |
|  |                 |

|  | Cryolophosaurus                                               |
|  |                                                               |
|  | Sinosaurus                                                    |
|  |                                                               |
|  | \| \| Monolophosaurus \| \| \| \| \| \| Orionides \| \| \| \| |
|  |                                                               |
|  | Monolophosaurus                                               |
|  |                                                               |
|  | Orionides                                                     |
|  |                                                               |

|  | Monolophosaurus |
|  |                 |
|  | Orionides       |
|  |                 |

|  | Dilophosaurus |
|  |               |
|  | Dracovenator  |
|  |               |

|  | Cryolophosaurus                                               |
|  |                                                               |
|  | Sinosaurus                                                    |
|  |                                                               |
|  | \| \| Monolophosaurus \| \| \| \| \| \| Orionides \| \| \| \| |
|  |                                                               |
|  | Monolophosaurus                                               |
|  |                                                               |
|  | Orionides                                                     |
|  |                                                               |

|  | Monolophosaurus |
|  |                 |
|  | Orionides       |
|  |                 |

|  | Cryolophosaurus                                               |
|  |                                                               |
|  | Sinosaurus                                                    |
|  |                                                               |
|  | \| \| Monolophosaurus \| \| \| \| \| \| Orionides \| \| \| \| |
|  |                                                               |
|  | Monolophosaurus                                               |
|  |                                                               |
|  | Orionides                                                     |
|  |                                                               |

|  | Monolophosaurus |
|  |                 |
|  | Orionides       |
|  |                 |

## Levenswijze
Dilophosaurus werd oorspronkelijk omschreven als een aaseter vanwege zijn vermeend zwakke kaken en gevoelige kammen. Tegenwoordig denkt men dat het een roofdier was die zijn prooi achterna zat en in stukken scheurde met de klauwen. Als een prooidier eenmaal tegen de grond was gewerkt kon deze worden uitgeschakeld met een enkele slag van de met scherpe klauwen voorziene poten. Daarna werd het karkas opengereten en gebruikte Dilophosaurus zijn grote tanden om de stukken vlees af te scheuren. In 2020 werd beklemtoond dat Dilophosaurus het grootste roofdier was uit zijn habitat en als een vroeg voorbeeld kon gelden van macropredatie, het eten van grote prooien, waartoe ook zijn krachtige armen gediend kunnen hebben. Dat wil niet zeggen dat Dilophosaurus geen aas at. De fossielen van Sarahsaurus waren aangevreten, wellicht door de Dilophosaurus die erbij gevonden is. De kammen kunnen een signaalfunctie hebben gehad en waren daartoe wellicht fel gekleurd.
In 1996 concludeerde een studie naar de botstructuur dat Dilophosaurus wellicht warmbloedig was en snel groeide, met zo'n dertig tot vijfendertig kilogram per jaar.
In 2005 herhaalde Robert Gay zijn standpunt dat de verschillen tussen de fossielen ten dele te verklaren waren als seksuele dimorfie, bijvoorbeeld doordat de mannetjes de grotere kammen hadden. In 2020 achtte men dat lastig te bewijzen.
In 2016 meldde een studie dat het holotype een opmerkelijk aantal botafwijkingen toont, meer dan van enig ander dinosauriërexemplaar uit het Mesozoïcum bekend. De linkerschoudergordel is gebroken geweest en de rechterarm heeft allerlei misvormingen. De schade kan het gevolg zijn geweest van een botsing met een rotswand of boom. Misschien dat er meerdere incidenten hadden plaatsgevonden met daaronder wellicht ook een val of een confrontatie met een andere dinosauriër. Het dier was niet meer in staat de derde vinger te buigen. Desalniettemin moet het minstens nog enige maanden overleefd hebben want de breuken waren alle geheeld. Dat kan erop wijzen dat de armen geen grote rol speelden in de jacht of dat het dier zich met kleinere prooien in leven kon houden die alleen met de muil gegrepen werden.

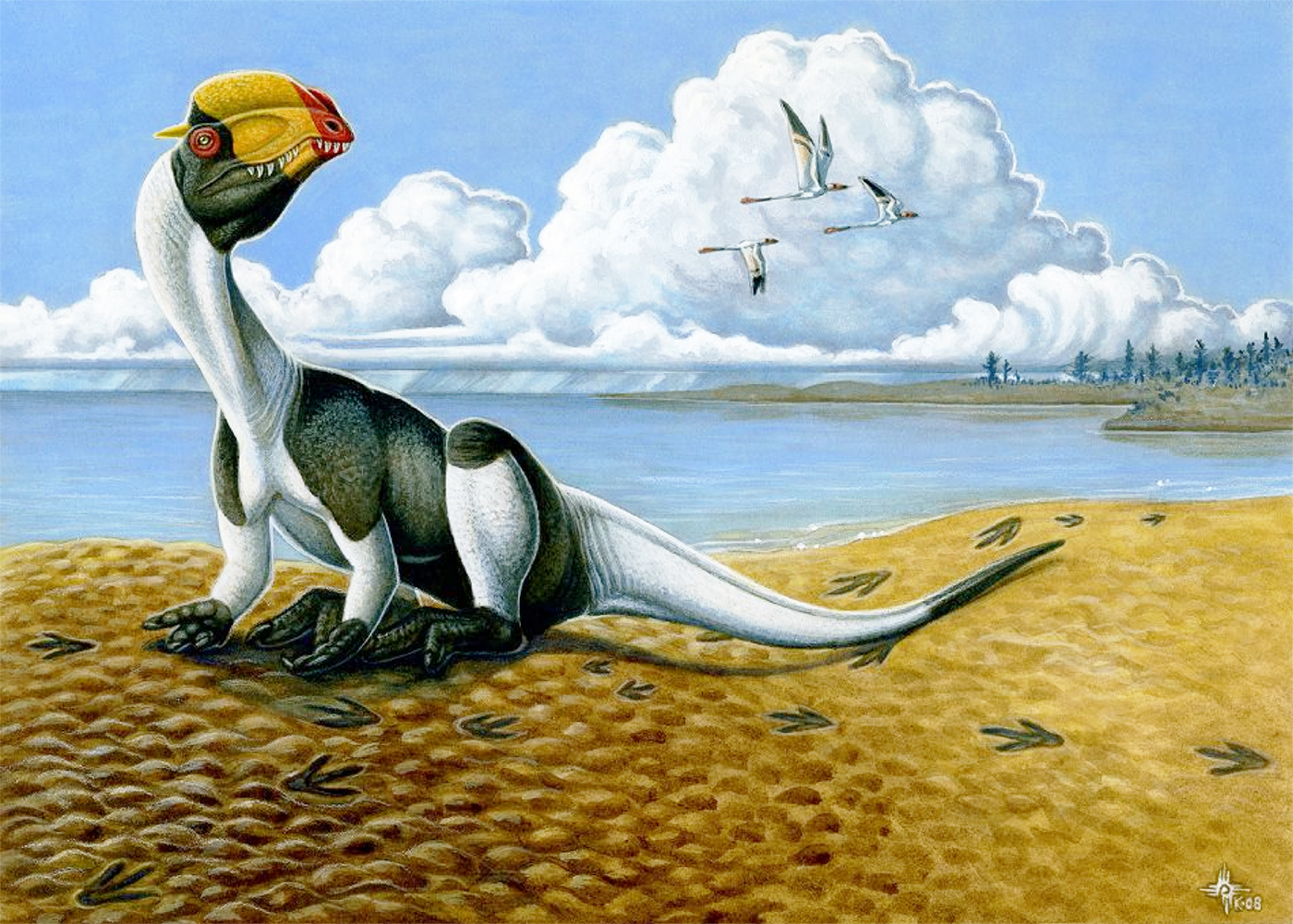
Een zittende dilophosaurus

Een aantal reeksen voetafdrukken is met Dilophosaurus in verband gebracht. In 1971 benoemde Welles een ichnospecies Dilophosauripus williamsi. Een andere verzameling sporen, SGDS.18.T1, toont een dier dat na enkele stappen op een helling gaat zitten, vermoedelijk op de zitbeenderen, en zich dan naar voren werkt.

## Jurassic Park

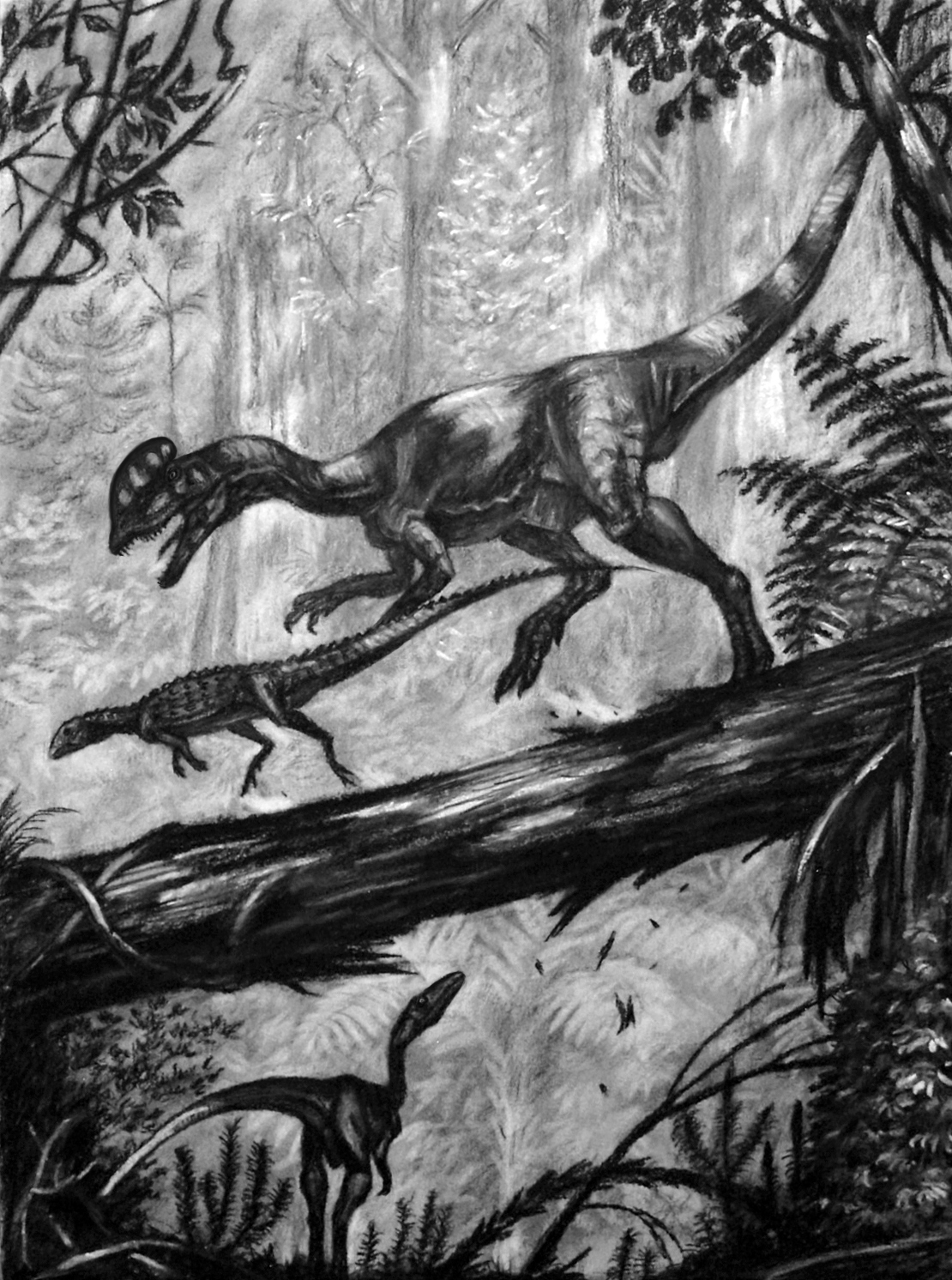
Dilophosaurus

In 1993 werd het reptiel opgevoerd in de kaskraker Jurassic Park, naar het boek van Michael Crichton waarop de film is gebaseerd. De film veroorzaakte vanwege zijn grote merchandising een wereldwijde opleving in de paleontologie, hoewel de informatie over Dilophosaurus niet bepaald accuraat was. In de film was een uitvouwbare en paars gekleurde halskraag te zien, die lijkt op die van de moderne kraaghagedis (Chlamidosaurus kingii). Ook spuugde Dilophosaurus gif, en mikte op de ogen om de vijand te verblinden en uit te schakelen, waar de moderne brilcobra berucht om is. Deze eigenschappen maken Dilophosaurus een stuk enger op het witte doek, maar er is geen enkel bewijs voor. Ook de afmetingen van het exemplaar in de film zijn kleiner; ongeveer anderhalve meter lang en een meter hoog. Dit werd gedaan om niet te veel competitie te creëren voor de echte 'ster'; de Tyrannosaurus rex die een grote rol speelt in de film. Paleontoloog Peter Dodson wees in 1997 op de gemaakte fouten.
In 1998 werd door senator John Huppenthal voorgesteld om Dilophosaurus de officiële staatsdinosauriër van Arizona te maken. Concurrentie met Sonorasaurus maakte echter een einde aan dit plan. In 2019 werd Dilophosaurus de staatsdinosauriër van Connecticut.